# Attalea tessmannii
Attalea tessmannii, cocón, copoazú, es una especie botánica de planta con flor, de palmera de las arecáceas nativa del bosque húmedo del Amazonas del Brasil y del Perú.
Está amenazada por pérdida de hábitat.

## Taxonomía
Attalea tessmannii  fue descrita por Max Burret y publicado en Notizblatt des Botanischen Gartens und Museums zu Berlin-Dahlem 10(96): 538–540. 1929.
Etimología
Attalea: nombre genérico que conmemora a Atalo III Filometor, rey de Pérgamo en Asia Menor, 138-133 antes de Cristo, que en el ocaso de su vida se interesó por las plantas medicinales.